# Каган, Абрам Яковлевич
Абрам Яковлевич Каган (9 января 1901, Бердичев — 17 декабря 1965, Киев) — еврейский советский писатель, поэт, педагог.

## Биография
Родился в семье мелкого лавочника. В 1919 году окончил Бердичевское коммерческое училище, после чего длительное время учительствовал в трудовых школах. Одновременно сотрудничал в еврейских периодических изданиях, в частности, в газете «Ейникайт».
Печататься начал 1922 году после того, как переехал в Харьков.
Первый сборник стихов под названием «Karbn» (Борозда) издал в 1923 году. В 1925 году — поэма «Триполье».
После этого писал только прозу на идише. Отдельными изданиями вышли сборники новелл «Свинья», «Обломки», «Рассказы». Им создан ряд художественных произведений — рассказов, повестей, романов: сборники «Люди из комнаты» (1927), «Родные и близкие» (1939), повесть «У реки Гнилопятки» (1936), романы «Инженеры» (1932) и «Арн Либерман» (1934).
Некоторые его произведения были переведены на русский и украинский язык.
В предвоенное время стал активным сотрудником еврейской секции Всеукраинского союза пролетарских писателей и работал секретарем редакции еврейского ежемесячника пролетарской литературы «Prolit».
В начале Великой Отечественной войны эвакуировался в Башкирию, после победы вернулся в Киев.
24 января 1949 был арестован по делу космополитов и осуждён на 15 лет лагерей. После реабилитации в январе 1956 вернулся в Киев, писал новые произведения, среди которых роман «Преступление и совесть» о «деле Бейлиса».
Был женат на Елене Каган. Имел сына Льва, который погиб на войне при обороне Севастополя, и дочь (театроведа). Жил в Киеве в доме писателей «Ролит».
Умер в Киеве 17 декабря 1965 года. Похоронен на Байковом кладбище.

## Избранные произведения
- «Энергия»,
- «Арн Либерман»,
- «Шолом Алейхем» — первая попытка художественного воспроизведения облика известного еврейского писателя Шолом-Алейхема,
- «Преступление и совесть»